# Virgilio Crocco
Virgilio Crocco (Latina, 2 novembre 1940 – La Crosse, 18 ottobre 1973) è stato un giornalista italiano.

## Biografia
Giornalista de Il Messaggero di Roma si occupava in particolar modo di cronaca nera.
Sposò la cantante Mina a Trevignano Romano il 25 febbraio 1970. Dall'unione l'anno seguente venne alla luce Benedetta Mazzini. Il matrimonio si concluse prima della nascita della figlia, con una separazione.
Si occupò di molte inchieste e fu chiamato a testimoniare durante il dibattimento per il processo del rogo di Primavalle, in quanto fu uno dei primi giornalisti ad arrivare sul luogo e vide quindi l'intera tragica scena. Non poté però mai deporre al riguardo, a causa della sua prematura scomparsa, rimasta sempre attorniata da un alone di mistero e strettamente legata, secondo molti, alla criminalità romana e non solo, fortemente attiva in quegli anni.
Morì negli Stati Uniti, dove si era recato per un'inchiesta giornalistica, in un ospedale di La Crosse, nel Wisconsin, il 18 ottobre 1973, per le conseguenze di un grave incidente automobilistico in cui era stato coinvolto assieme al collega de Il Messaggero Eugenio Malgeri, anche lui rimasto gravemente ferito.